# Tephroseris
Tephroseris es un género de plantas fanerógamas perteneciente a la familia de las asteráceas. Comprende 115 especies descritas y de estas, solo 41 aceptadas.

## Taxonomía
El género fue descrito por  (Rchb.) Rchb. y publicado en Der Deutsche Botaniker Herbarienbuch 87. 1841.

## Especies aceptadas
A continuación se brinda un listado de las especies del género Tephroseris aceptadas hasta agosto de 2012, ordenadas alfabéticamente. Para cada una se indica el nombre binomial seguido del autor, abreviado según las convenciones y usos.
1. Tephroseris adenolepis
2. Tephroseris balbisiana
3. Tephroseris besseriana
4. Tephroseris cladobotrys
5. Tephroseris coincyi
6. Tephroseris crassifolia
7. Tephroseris crispa
8. Tephroseris czernijevii
9. Tephroseris elodes
10. Tephroseris flammea
11. Tephroseris frigida
12. Tephroseris fuscata
13. Tephroseris helenitis
14. Tephroseris hieraciiformis
15. Tephroseris hieraciiformis
16. Tephroseris integrifolia
17. Tephroseris jacutica
18. Tephroseris japonica
19. Tephroseris kirilowii
20. Tephroseris kjellmanii
21. Tephroseris koreana
22. Tephroseris lindstroemii
23. Tephroseris longifolia
24. Tephroseris newcombei
25. Tephroseris palustris
26. Tephroseris papposa
27. Tephroseris phaeantha
28. Tephroseris pierotii
29. Tephroseris praticola
30. Tephroseris pseudoaurantiaca
31. Tephroseris pseudosonchus
32. Tephroseris reverdattoi
33. Tephroseris rufa
34. Tephroseris schistosa
35. Tephroseris stolonifera
36. Tephroseris subdentata
37. Tephroseris subscaposa
38. Tephroseris taitoensis
39. Tephroseris thyrsoidea
40. Tephroseris turczaninovii
41. Tephroseris yukonensis